# 안성휴게소
안성휴게소(安城休憩所, Anseong Service Area)는 경기도 안성시 원곡면에 위치한 경부고속도로의 고속도로 휴게소이다. 양방향 모두 휴게소가 존재한다.

## 시설
- 주차장
- 화장실
- 현금 자동 입출금기
- 주유소:알뜰주유소
- LPG 충전소:HD현대오일뱅크,E1
- 매점
- 전기차충전소
- 수소충전소
- 하이패스 충전기
- 기펠(아웃도어)
- 크리스피도넛
- 브랜드매장 : 롯데리아,  엔제리너스, 엔제리너스,  던킨도너츠
- 달콤커피
- 할리스커피
- 경기도립 안성휴게소 의원(서울방향)

## 다음 휴게소
상행선
- 경부고속도로 서울방향 죽전휴게소 30km
- 수도권제2순환고속도로 화성방향 오산휴게소 19km
- 영동고속도로 인천방향 안산휴게소 53km
- 영동고속도로 강릉방향 용인휴게소 32km
- 서해안고속도로 목포방향 매송휴게소 52km
- 수도권제1순환고속도로 일산방향 시흥하늘휴게소 55km

하행선
- 경부고속도로 부산방향 망향휴게소 19km

## 전후
서울 방향
- 안성분기점→안성휴게소→남사진위 나들목
- 입장휴게소→안성휴게소→죽전휴게소

부산 방향
- 남사진위 나들목←안성휴게소←안성분기점
- 망향휴게소←안성휴게소←기흥휴게소